# جارينكو تشي
جارينكو تشي (باليابانية: じゃりン子チエ، بالروماجي: Chie Jarinko) هي سلسلة مانغا يابانية من تأليف ورسم إيتسومي هاروكي.
نشرت من قبل فوتاباشا في مجلة مانغا أكشن الأسبوعية [الإنجليزية]، منذ عام 1978 حتى عام 1997. وتم تجمع الفصول في 67 مجلد تانكوبون. أنتجت فيلم جارينكو تشي عرض في عام1981، ثم إلى مسلسل أنمي من قبل طوكيو موفي شينشا. عرض الأنمي في 3 أكتوبر عام 1981 واستمر عرضه حتى 25 مارس عام 1983، وتكون من 64 حلقة.

## الشخصيات
تشي تاكيموتو
أداء صوتي: تشينانسو ناكاياما
تيسو تاكيموتو
أداء صوتي: نوريو نيشيكاوا
كيتيتسو
أداء صوتي: إيتشيرو ناغاي
يوشي تاكيموتو
أداء صوتي: أكيمي ياماغوتشي
كوزو يوريني
أداء صوتي: أتسو أوموتو

## وصلات خارجية
- جارينكو تشي مانغا على موقع فوتاباشا باللغة اليابانية
- موقع الأنمي الرسمي باللغة اليابانية
- جارينكو تشي على موقع ANN manga (الإنجليزية)